# Borrés
Borrés es una localidad española perteneciente al municipio de Sabiñánigo, en el Alto Gállego, provincia de Huesca (Aragón, España). Borrés tiene una perrera, una iglesia y unos apartamentos turísticos. Tiene actualmente 7 habitantes en 3 casas activas y 8 segundas residencias. Está a los pies de una pequeña montaña, llamada coloquialmente Buenos Aires. En sus alrededores se encuentra una planta de almacenaje de gas.
| 17         | 16 | 12 |
| (Fuente: ) |    |    |